# サン・ホセ・デ・オコア州
サン・ホセ・デ・オコア州（サン・ホセ・デ・オコアしゅう、スペイン語: Provincia de San José de Ocoa）はドミニカ共和国の州である。州都はサン・ホセ・デ・オコア。

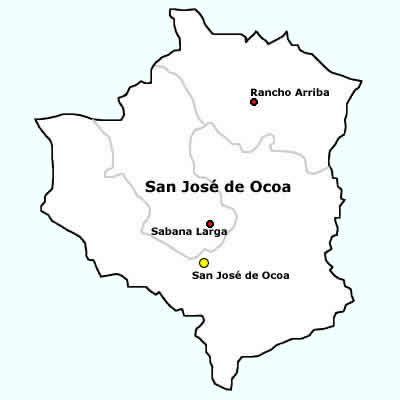
サン・ホセ・デ・オコア州の基礎自治体

## 隣接州
- モンセニョール・ノウエル州
- サン・クリストバル州
- ペラビア州
- アスア州
- ラ・ベガ州

## 下位行政区画
1. ランチョ・アリバ（英語版）
2. サバナ・ラルガ（英語版）
3. サン・ホセ・デ・オコア（英語版）